# Aengwirden
Aengwirden est une ancienne commune néerlandaise de la province de la Frise.

## Histoire
La commune a existé jusqu'au 1er janvier 1934. À cette date, la commune a été regroupée avec celle de Schoterland et une partie de celle de Haskerland pour former la nouvelle commune de Heerenveen. La raison de ce remembrement communal était le fait que la ville de Heerenveen s'étendait sur le territoire des trois communes, ce qui rendait la gestion de la ville compliquée, et son extension quasiment impossible.

## Localités
La commune était composée d'une partie de la ville de Heerenveen, où se trouvait la mairie, ainsi que les villages de Gersloot, Luinjeberd, Terband et Tjalleberd et un certain nombre de hameaux dispersés.

### Démographie
En 1840, la commune d'Aengwirden comptait 515 maisons et 2 756 habitants, répartis ainsi :
| Localité          | Maisons | Habitants |
| ----------------- | ------- | --------- |
| Gersloot          | 26      | 146       |
| Luxwolde          | 4       | 20        |
| Tjalleberd        | 190     | 1 025     |
| Zestienroeden     | 7       | 35        |
| Luinjeberd        | 109     | 586       |
| Terband           | 32      | 228       |
| Nieuwebrug        | 31      | 161       |
| Heerenveen (nord) | 88      | 416       |
| Terbandsterschans | 4       | 21        |
| De Fok            | 24      | 118       |